# Хуглар
Хуглар — у Середньовіччя хугларами в Іспанії називали бродячих зберігачів та розповсюджувачів героїчного епосу. Це були також співаки, поети, музиканти, жонглери, менестрелі, які складали і виконували свої твори, влаштовували вистави.